# Валло-Торинезе
Валло-Торинезе (итал. Vallo Torinese, пьем. Val) — коммуна в Италии, располагается в регионе Пьемонт, в провинции Турин.
Население составляет 734 человека (2008 г.), плотность населения составляет 122 чел./км². Занимает площадь 6 км². Почтовый индекс — 10070. Телефонный код — 011.
Покровителем коммуны почитается святой Секунд из Вентимильи, празднование 26 августа.

## Демография
Динамика населения:

## Администрация коммуны
- Официальный сайт: http://www.vallo-torinese.it/